# Gardnerella vaginalis

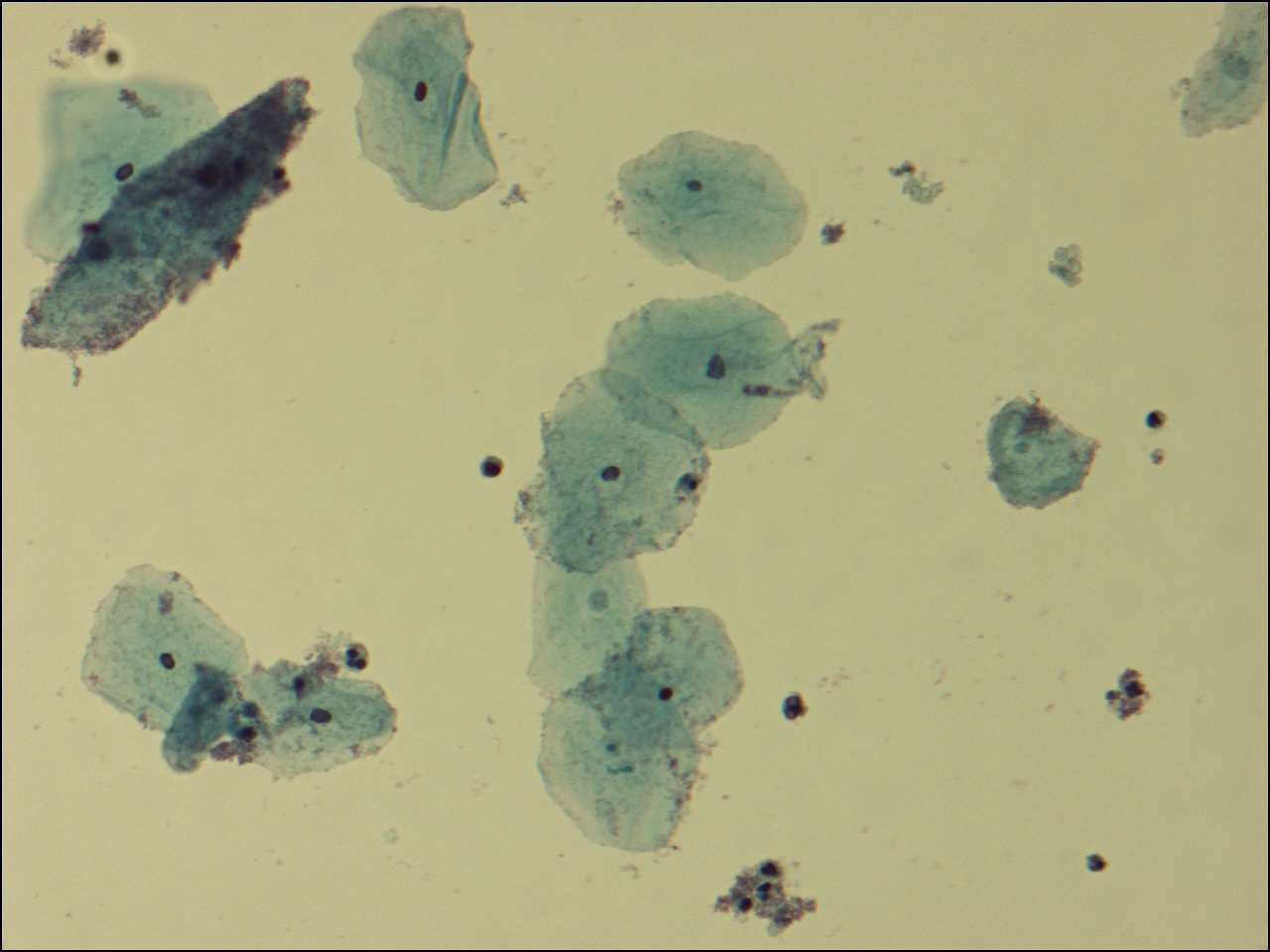
Gardnerella vaginalis

Gardnerella vaginalis is een bacterie die normaal niet of in geringe aantallen in de menselijke vagina voorkomt, maar zich daar soms gaat vermenigvuldigen wat leidt tot een klinisch syndroom dat bekendstaat als  bacteriële vaginose. Typisch voor een Gardnerella-vaginose zijn Clue cells: epitheelcellen met massaal bacteriën erop. 
Bij een vaginose ontstaat een verstoring van de zuurgraad in de vagina. Onder normale omstandigheden zorgen de melkzuurproducerende lactobacillen voor een vrij hoge zuurgraad (dus een lage pH) in het natuurlijk milieu van de schede (pH 3,5-4,5).
1. ↑  R L Cook, G Reid, D G Pond, C A Schmitt, J D Sobel, Clue cells in bacterial vaginosis: immunofluorescent identification of the adherent gram-negative bacteria as Gardnerella vaginalis. The Journal of Infectious Diseases. Oxford Academic (1989 Sep). Gearchiveerd op 16 september 2021. Geraadpleegd op 16 september 2021.